# 인격
인격(人格)은 다음의 의미가 있다.

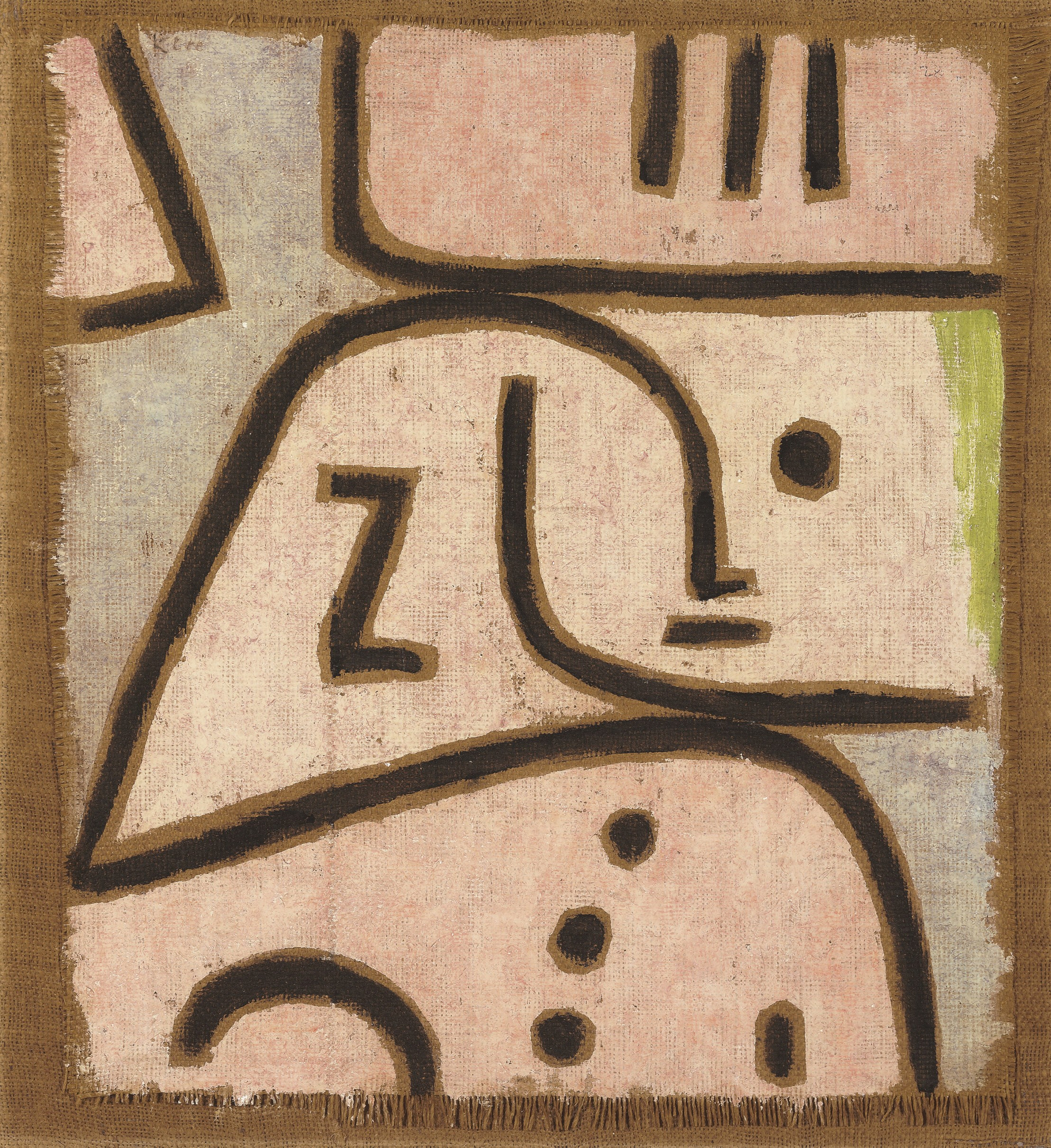

1. 심리학에서 말하는 인격 - 개인이 자신의 심신 변화에도 불구하고 동일한 지속(持續)을 하고 있는 자아라고 의식할 경우의 개체(個體).
2. 윤리학에서 말하는 인격 - 옳고 그름, 선악을 판단, 자유롭게 의지를 결정하고 그것을 바탕으로 행위를 하는 바로 그 주체. 칸트는 인간이 이성을 지니고 도덕 법칙에 따르는 곳에 인간의 본질적인 성격이 있다고 했으며, 이 성격을 인격이라고 불렀다. 인격은 그것만으로도 찬란히 빛나는 절대적 가치이다. 때문에 인격만이 존경을 받는다고 했다.

인격은 생물학적 및 환경적 요인이 영향을 미치는 상호 연관된 행동, 인지 및 감정 패턴의 모음이다. 이러한 상호 연관된 패턴은 오랜 기간 동안 상대적으로 안정적이지만 전체 수명에 걸쳐 변경된다. 인격에 대해 일반적으로 합의된 정의는 없지만 대부분의 이론은 동기 부여와 주변 환경과의 심리적 상호 작용에 중점을 둔다. 레이몬드 카텔이 정의한 것과 같은 특성 기반 인격 이론은 인격을 개인의 행동을 예측하는 특성으로 정의한다. 반면, 보다 행동 기반 접근 방식은 학습과 습관을 통해 인격을 정의한다. 그럼에도 불구하고 대부분의 이론에서는 인격이 비교적 안정적인 것으로 간주한다.
성격심리학이라고 불리는 인격 심리에 대한 연구는 행동의 차이를 뒷받침하는 경향을 설명하려고 시도한다. 심리학자들은 인격 연구에 대해 생물학적, 인지적, 학습적, 특성 기반 이론은 물론 정신 역학적, 인본주의적 접근 방식을 포함하여 다양한 접근 방식을 취해 왔다. 오늘날 인격을 연구하는 데 사용되는 다양한 접근 방식은 지그문트 프로이트, 알프레트 아들러, 고든 올포트, 한스 아이젠크, 에이브러햄 매슬로, 칼 로저스를 포함하는 해당 분야 최초의 이론가 그룹의 영향을 반영한다.

## 같이 보기
- 성격
- 인격권
- 인성
- 인품
- 개인숭배
- 범죄자 프로파일링
- 인격장애
- 인격권
- 특성이론